# 燃料タンク (自動車)

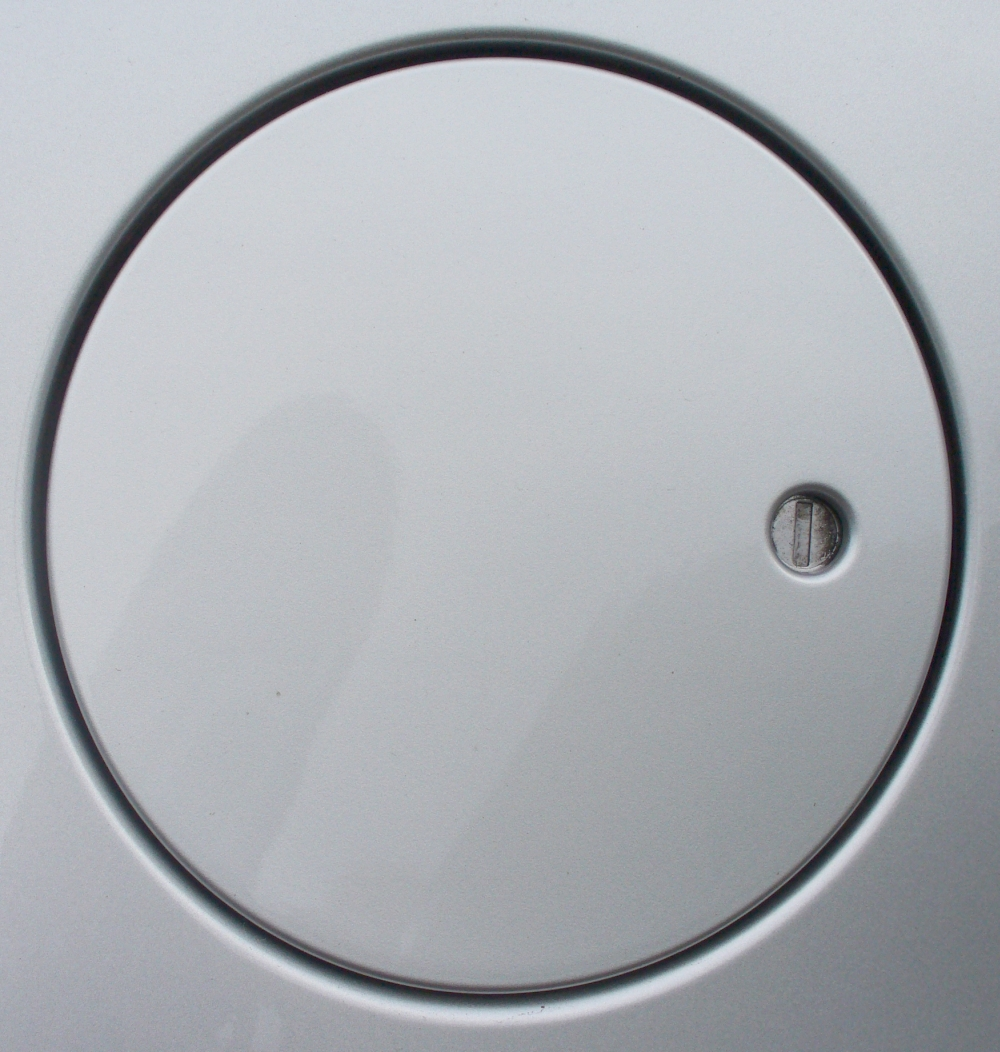
給油口のリッド

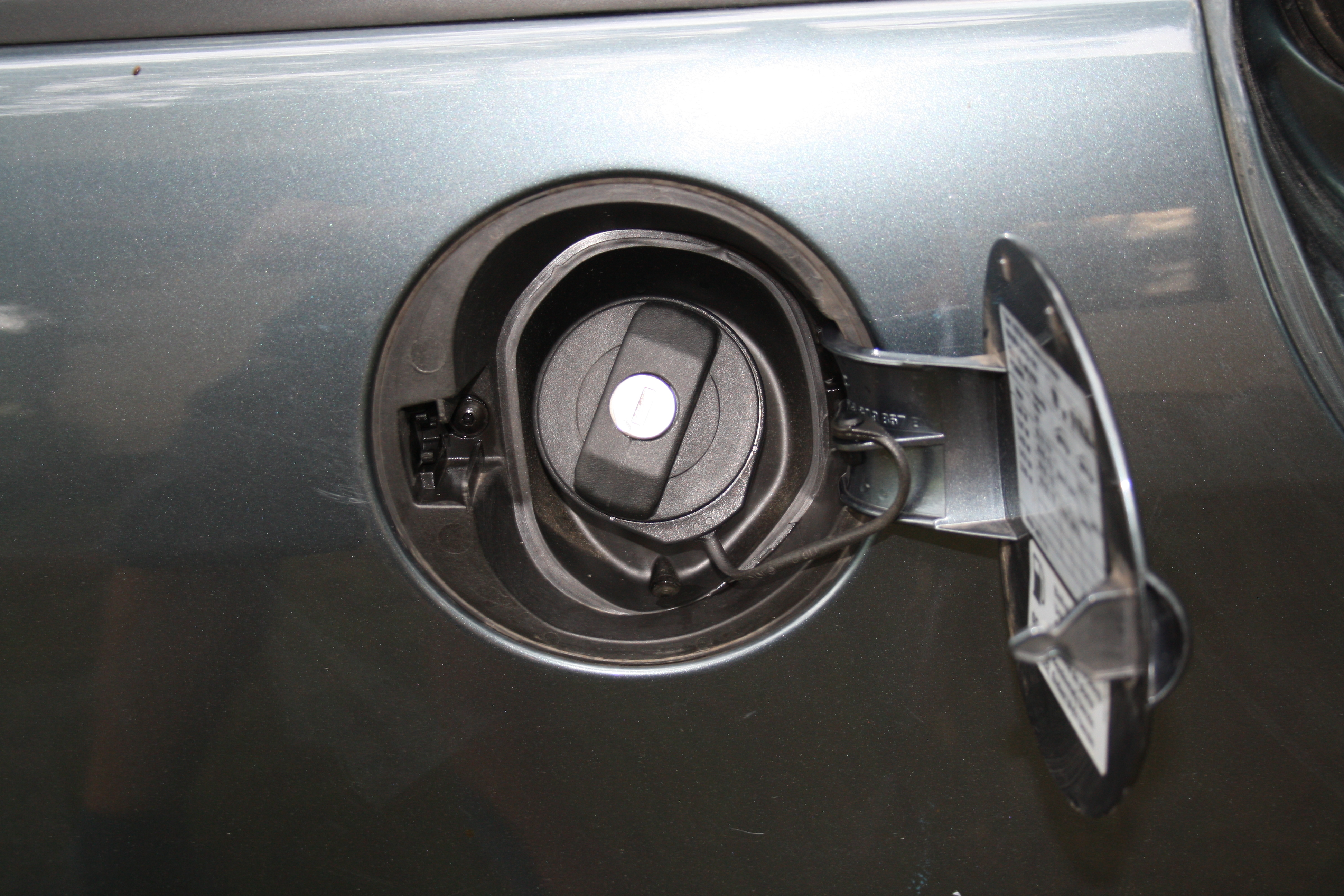
リッドを開け、鍵付きのフューエルキャップを見る。
この例ではリッド、キャップともに樹脂製。

燃料タンク（ねんりょうタンク）とは、燃料（主にガソリンや軽油）を蓄えるためのものである。タンク本体に加え、燃料を注入するためのインレットパイプなどを含めたASSYを総称する場合もある。ガソリン車の場合はガソリンタンクとも呼ばれる。

## 構造

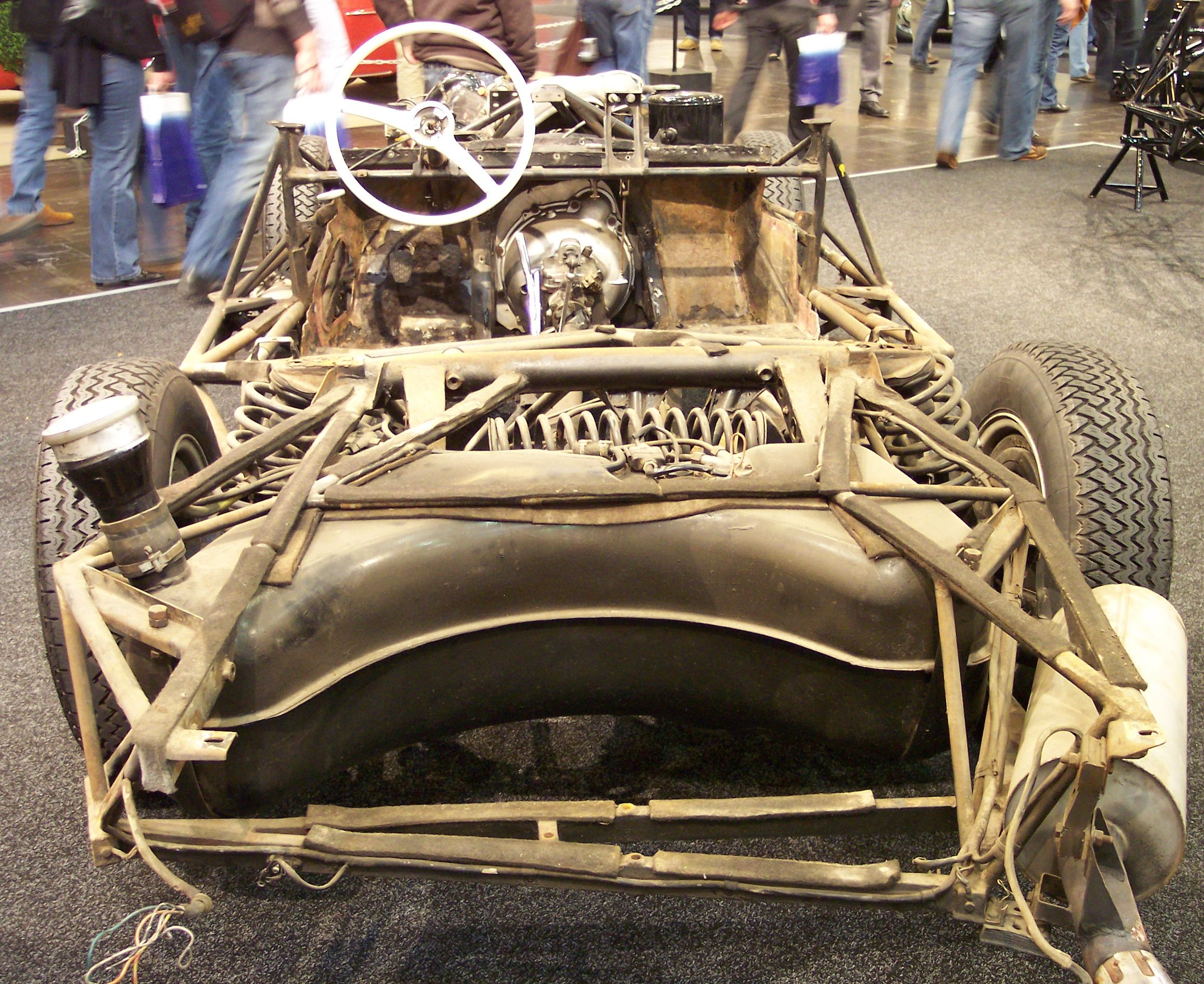
メルセデス・ベンツ・300SLの燃料タンク形状と位置。後車軸よりも後ろに燃料タンクが設置されていた例。

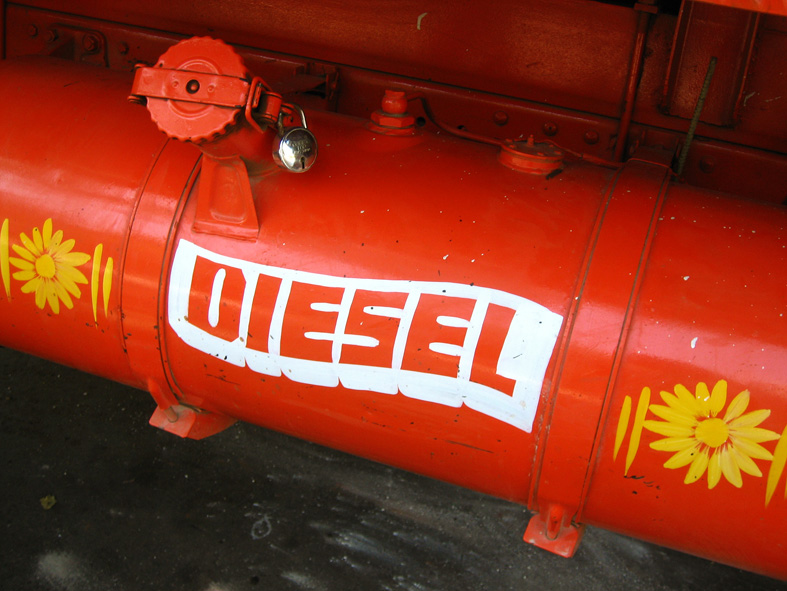
インド、ボンベイのディーゼル車の燃料タンク

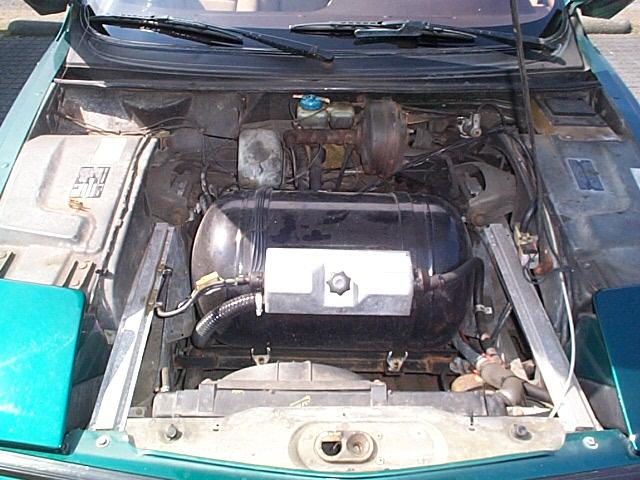
LPG車の燃料タンク

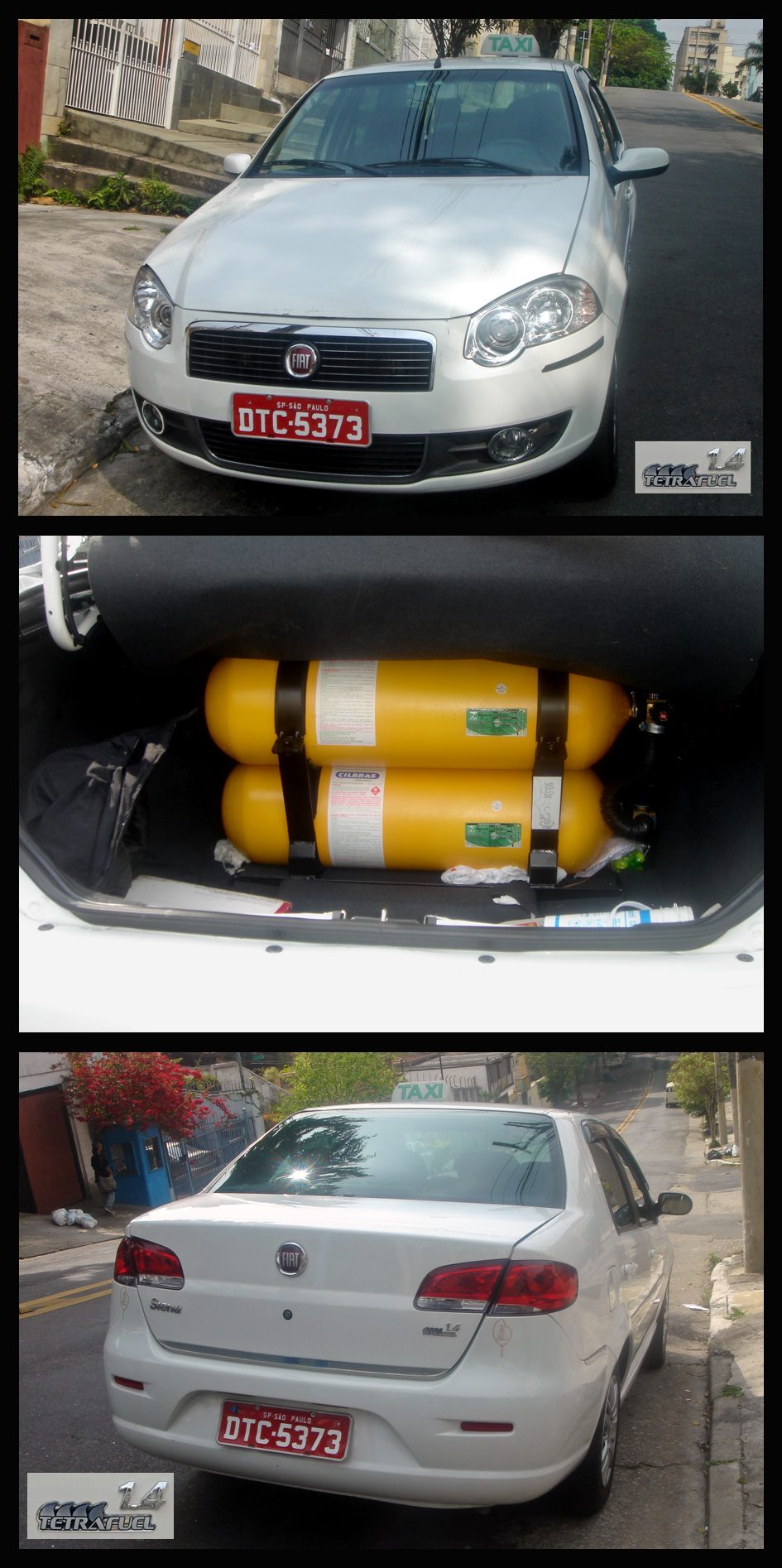
ブラジルのFlexible-fuel車の燃料タンク。Fiat Siena (2008)

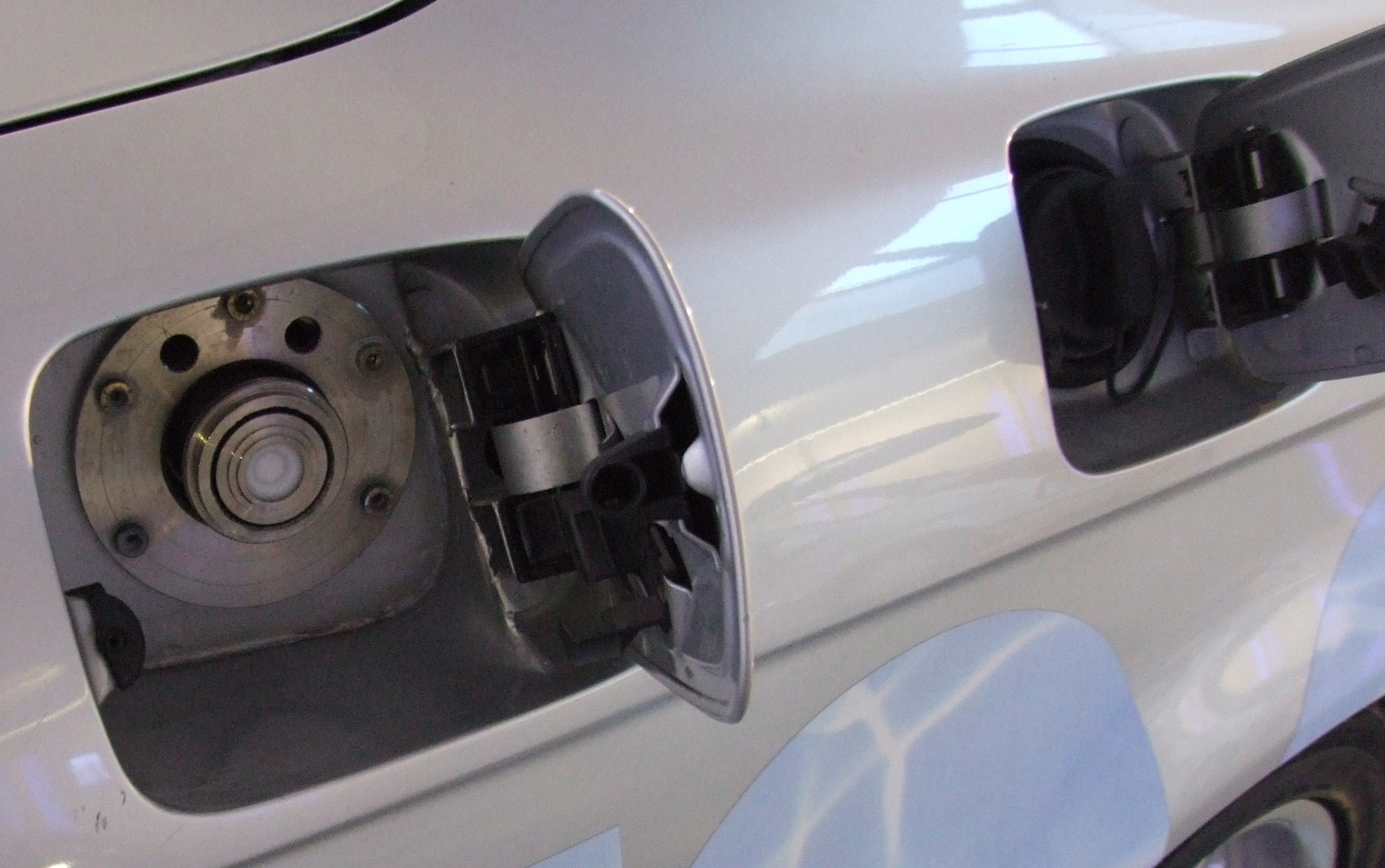
ドイツのAltlußheimにある自動車博物館:de:Museum Autovisionに展示されているBMW水素燃料車の燃料タンクのふたあたり

### タンク本体

#### 材質
材質は一般的に鋼板または樹脂で、ガソリンや軽油などの危険物を蓄えるための対策が行われている。鋼板製タンクでは錆を防ぐめっき鋼板が用いられ、隙間のできないシーム溶接で組み立てられ、溶接の起点と終点は交わる形で重ね合わされている。タンク外側には塗装が施されている。
合成樹脂製タンクは貫通や破壊強度、熱への耐性で鋼板製にやや劣るため、専用の技術基準が設けられている。合成樹脂は錆の発生がなく軽量であるほか、サスペンション、駆動系、排気管やマフラーとのクリアランスを最小限とする複雑な造形でも低コストで量産できるメリットがあるため、広く普及している。かつて樹脂製タンクは神経障害や光化学スモッグの主原因とされる燃料成分（炭化水素）の透過が問題となっていたが、材料技術や成形技術が進み、多種の樹脂を何層にも重ねて成形することで克服している。また、タンク内部にゴムなどの伸縮素材で作られた袋を入れて、燃料蒸気（ヴェイパー）の発生を抑制しながら燃料残量や内圧の変化にも対応できるブラダータンクも考案されている（ブラダーとは膀胱の意）。

#### 位置
一般的なフロントエンジンの乗用車では、エンジンの排熱による温度上昇や衝突による破損を避け、燃料の多寡による車体重心位置や車体の慣性モーメントへの影響を少なくするため、リアシート近辺の床下で横長に搭載されている場合が多く、トランク床下や後席背後、車体中央に縦長に配置されたものもある。リアエンジン車やミッドシップエンジン車では、車両前方のホイールベース内に配置されることが多い。また、前席床下に燃料タンクを備えるセンタータンクレイアウトを採用した車種もある。
貨物自動車（トラック）ではホイールベース内のラダーフレームの外側面に配置される場合が多く、メインタンクと同程度の容量のサブタンクを後付けすることも多い。スポーツ・ユーティリティ・ビークル（SUV）やクロスカントリー車、小型トラックや軽トラックではホイールベース内のフレーム内側に前後に長い形状のものが配置されているか、リアオーバーハングに配置されているものが多い。現在では採用されることがないが、古い車種では前席下の室内という例もあった。

#### 形状
車種と容量が同じであっても、FF車とFFベースの4WD車では形状が異なる場合がある。FF車はプロペラシャフトのない車体後部の床下に余裕があり、おおむね扁平な形状となっているが、4WD車はプロペラシャフトを避けるためにタンク下面には大きな凹みを持たせてある。その形状から「鞍型タンク」とも呼ばれている。
一方、FRベースの4WD車の場合は車体後部の構造に違いがなく、軽自動車はタンクが小さくプロペラシャフトと干渉しないため、これらは駆動方式の違いがタンクの形状に影響しない。
トラックの燃料タンクは凹凸が少ない四角柱や円柱に近い形のものが多く、楽器のドラムに似ていることから「ドラムタンク」とも呼ばれている。

#### 構造
燃料タンク本体には、燃料を供給するための部品や燃料を管理するための部品が組み込まれている。燃料はモーター駆動による燃料ポンプによって供給され、取り入れ口にはタンク内に異物が混入した場合に燃料ポンプの損傷を防ぐフィルターが設けられている。エンジンに異物が送られることを防ぐフィルターは、燃料タンクの外部に設けられている。
燃料計はフロートによって燃料の液面高さを測り、メーターへ電気信号を送るなどの方法で残量を表示している。燃料蒸気による圧力が上昇した場合は燃料タンク本体の損傷を防ぐために、ある一定以上の圧力がかかった場合にはフューエルベーパーバルブにより圧力を解放する。また、車両の加速や減速、旋回によって燃料がタンク内で偏ることを抑制するため、バッフルプレートと呼ばれる板状の部品が内部に設けられている。燃料の偏りが極端な場合、燃料ポンプが燃料を送り出すことができなくなったり、液面が波立つと燃料蒸気が多く発生したりする。樹脂製タンクでは設定していない車両もある。

### インレットパイプ
車体の給油口から燃料タンクへ燃料を導入するパイプで、材質は鋼管または樹脂で作られている。多くの乗用車の場合は給油口のキャップはねじ込み式で、閉めこんでいくとある一定のトルクで「カチッ」と音を発し、それ以上のトルクがかからない構造にすることで、閉めすぎや緩みの発生を抑えている。
インレットパイプとほぼ並行するように、ブリーザー（呼吸）チューブと呼ばれる、インレットパイプよりも細い管が設けられている。給油の際には送り込んだ燃料の分だけタンク内の空気が排出されなければならないが、インレットパイプだけでは空気の排出が円滑に行われないため、空気抜きのための経路を別に設けたものである。タンクから燃料の注入口付近までつながっている。
アメリカ国内で販売される乗用車には、給油口を開けた際にガソリン蒸気が大気中に蒸散することを防ぐ機構も設けられている。

## オートバイの燃料タンク

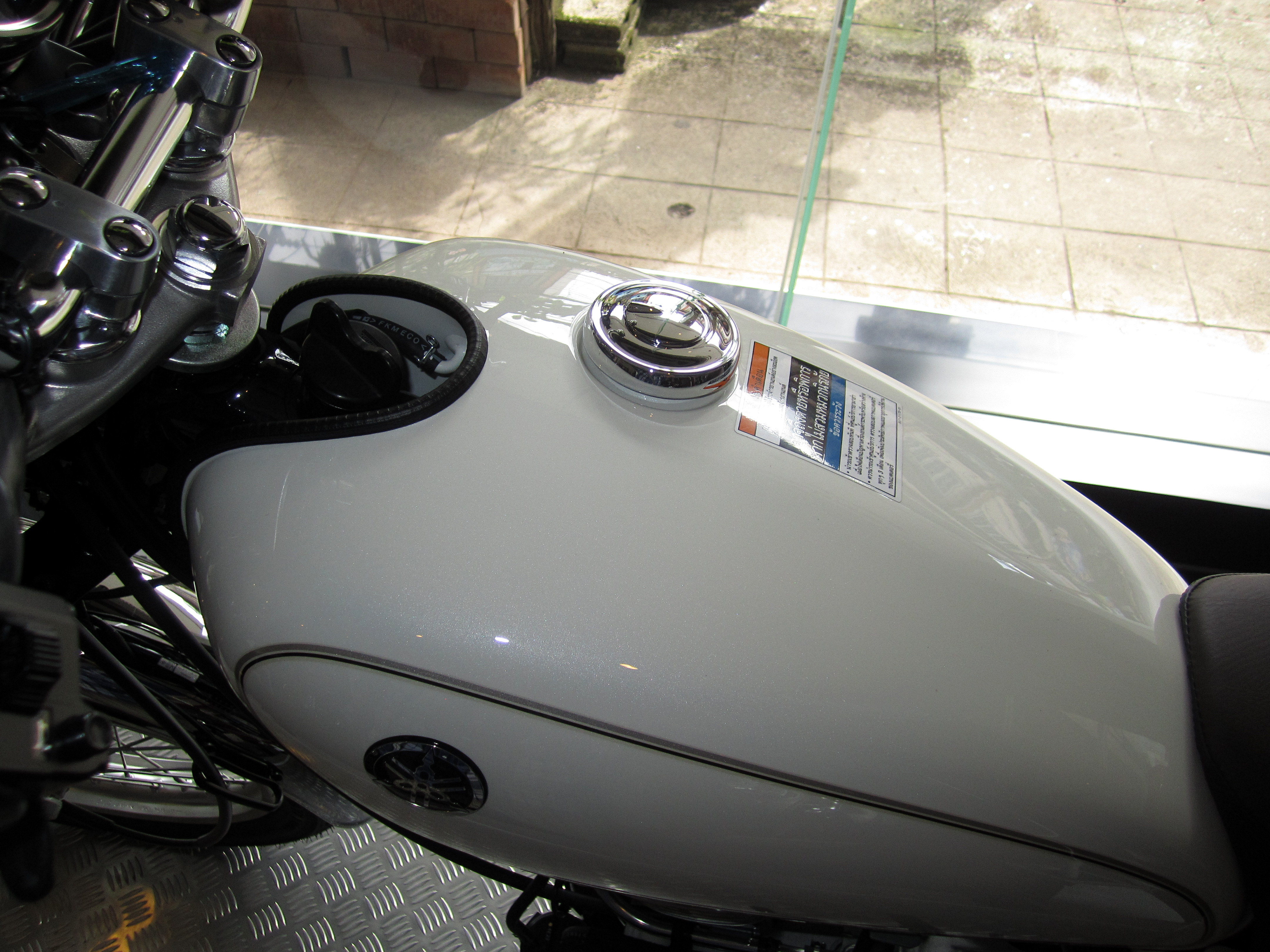
一般的なバイクの燃料タンク

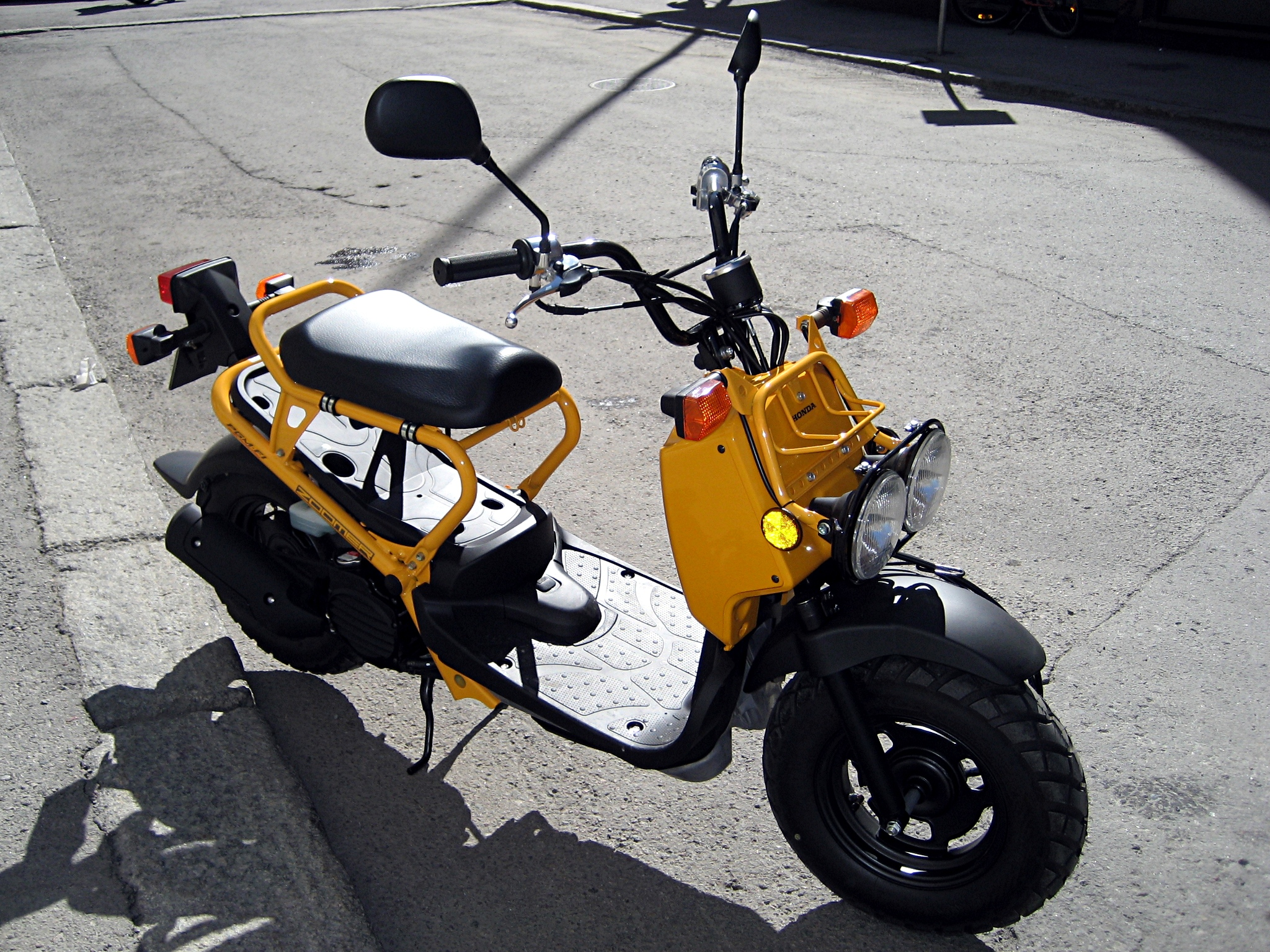
フットボードの下に燃料タンクがある珍しいタイプ

20世紀全般を通じて、オートバイにはおもにキャブレターが用いられており、燃料の供給は燃料ポンプではなく、重力による流下によって行われるのが一般的であった。したがって、燃料タンクはキャブレターより高い位置に配置され、燃料パイプを短くするためにエンジンの直上に配置されることが多かった。この場合、タンク内の圧力を大気圧と等しく保ち、燃料をスムーズに流下させるため、タンクキャップは連通構造となっている。転倒した際にはキャップの連通構造を通して燃料が漏れ出しやすい。車載を考慮した車種では、温度変化・振動・傾きでガソリン蒸気や燃料が漏れないよう、タンクキャップに連通路を締め切る手動バルブが備わっている。
タンク下部にはオン、オフおよびリザーブの3方に切り替えられる燃料コックが設けられている。オートバイには燃料計が装備されない車種が多かったため、通常走行時は燃料コックをオンにしておき、ガス欠の症状でライダーが残量の少なさを感知してリザーブ位置へ切り替えることで、再び燃料が供給され、給油場所まで走行を続けられると同時に完全な燃料切れを予防していた。
スクーターの場合はキャブレターを用いていても機械式低圧ポンプによる燃料供給を行い、燃料タンクをメットインスペースの下などの比較的低い位置に配置した車種も多かった。
2000年代以降には、燃料噴射装置の採用と燃料ポンプによる供給が一般化したため、必ずしもエンジンの直上に燃料タンクを配置する必要がなくなり、重心位置の近くやエンジン下部のフレーム内に燃料タンクを設けるレイアウトなど、フレームの設計と合わせて自由なタンク配置を行うことが可能となっている。こうした車種では燃料コックがなく、代わって燃料計が装備されるのが一般的となった。